# Anton Pestalozzi
Anton Pestalozzi (* 15. Dezember 1915 in Zürich; † 2007 ebenda) war ein Schweizer Rechtsanwalt und Antikensammler.

## Leben
Anton Pestalozzi war der Sohn des Germanisten Rudolf Pestalozzi Er studierte Nationalökonomie an der Universität Zürich, wo er 1942 zum Dr. oec. publ. promoviert wurde. 1944 heiratete er Regula Henggeler (1921–2000) und arbeitete in der 1911 von seinem Schwiegervater Josef Henggeler (1886–1952) gegründet Anwaltskanzlei. Er studierte daneben Jura an der Universität Zürich, wurde dort 1947 zum Dr. jur. promoviert und legte 1948 die Anwaltsprüfung ab. Seit 1952 baute er die Anwaltskanzlei mit seinem Schwager Paul Gmür (* 1915)  zu einer Grosskanzlei aus. Er beriet Werner Abegg (1903–1984) bei der Einrichtung der Abegg-Stiftung und war nach dessen Tod acht Jahre Präsident der Stiftung. 1996 zog er sich aus dem Berufsleben zurück.
Im Jahr 2000 wurde er gemeinsam mit seiner Ehefrau Ehrenmitglied des Deutschen Archäologischen Instituts. 2001 wurde die Regula Pestalozzi Stiftung gegründet, deren Ziel die finanzielle Förderung der archäologischen Forschung des Instituts in Olympia ist.
Er trug in seinem Haus in Zürich-Höngg eine umfangreiche Antikensammlung („Sammlung Ennetwies“) zusammen, deren Schwerpunkt auf römischen Portraits lag. Teile davon wurden 2019 bei Christie’s in New York und London versteigert.

## Schriften (Auswahl)
- Rechtsbuch der schweizerischen Bundessteuern. Sammlung der eidgenössischen Steuergesetzgebung. Begründet von Josef Henggeler und Emma Henggeler; fortgeführt von Anton Pestalozzi. Helbing Lichtenhahn Verlag/Verlag für Recht und Gesellschaft, Basel 1942ff. (Loseblattsammlung).
- mit Giovanni Wenner: Schweizerische Bankengesetzgebung. Textausgabe der Erlasse des Bundes über das Bankwesen, systematisch zusammengestellt, mit Verweisungen und durchgehendem Sachregister versehen. Schulthess, Zürich 1942.
- Die Frage der Liquidität unter besonderer Berücksichtigung der schweizerischen Banken 1935–1940 (= Mitteilungen aus dem handelswissenschaftlichen Seminar der Universität Zürich N. F. 69). Zürich 1943 (Dissertation oec. publ.).
- Die verdeckte Gewinnausschüttung im Steuerrecht. Verlag für Recht und Gesellschaft, Basel 1947 (juristische Dissertation).
- Das Steuerrecht der USA unter dem Gesichtspunkt schweizerischer Interessen. Verlag für Recht und Gesellschaft, Basel 1949.
- mit Paul Gmür: Die Texte der Konjunkturmassnahmen. Handbuch der Bundeserlasse; versehen mit einem Sachregister. Schulthess, Zürich 1973, ISBN 3-7255-1469-0.
- Auf den Spuren von General Johann Rudolf Werdmüller in der Aegäis 1664–1667. Ein Bildband. Kommissionsverlag Berichthaus, Zürich 1973.
- Briefe an Lord Sheffield. Englische Kriegsberichte aus der Schweiz, Herbst 1799. Beer, Zürich 1989.
- Der Steigerungskauf. Kurzkommentar und Zitate zu Art. 229–236 OR. Schulthess, Zürich 1997, ISBN 3-7255-3581-7; Ergänzungsband Schulthess, Zürich 2000, ISBN 3-7255-4019-5